# Колизей (сингл)
«Колизе́й» — сингл группы «Ария», выпущенный 5 декабря 2002 года. «Колизей» стал первым изданием нового состава группы после распада старого в августе 2002, и первой работой группы с вокалистом Артуром Беркутом и гитаристом Сергеем Поповым.

## Песня
Песня «Колизей», написанная Владимиром Холстининым и Александром Елиным, выдержана в жанре хеви-метал. Выпуск сингла указал на дальнейший поворот группы от стиля альбома Химера к более жёсткому и агрессивному. Текст, написанный Александром Елиным, посвящён гладиаторам Древнего Рима и имеет сюжет, близкий к истории Спартака, а также в некоторой степени к фильму Ридли Скотта «Гладиатор».
«Колизей» попал в чарты радиостанций, возглавлял хит-парад «Чартова дюжина» и стал единственной песней группы, возглавлявшей годовой чарт за 2003 год.
Федерация регби России выбрала песню «Колизей» своим официальным гимном. Ария исполнила песню на церемонии открытия финала «Кубка Победы» по регби.
Строчка из песни дала название концертному альбому Арии 2012 года «В жёлтом круге арены». В этом же году песня была переписана «Арией» уже с новым вокалистом Михаилом Житняковым и вошла в сборник Live in Studio.
В 2014 году песня заняла 63-е место в список «500 лучших песен „Нашего радио“», составленного на основе выбора радиослушателей.
Впоследствии группа «Ария» не смогла получить разрешения на продолжение публикации альбома «Крещение огнём» от вокалиста Артура Беркута, и он был перезаписан в 2020 году с вокалом Михаила Житнякова. Песня «Колизей» была также перезаписана.

## Видеоклип
Видеоклип на сокращённую версию песни (без третьего куплета) был снят на киностудии имени Горького режиссёром Георгием Тоидзе. В клипе музыканты «Арии» предстают в облике гладиаторов, ожидающих выхода на арену, где их ждёт ревущая толпа. По словам самих музыкантов и обозревателей, клип является аллегорией на ситуацию вокруг самой группы, сложившуюся после «Судного дня» и раскола.
Владимир Холстинин в интервью:

Сюжет клипа довольно современный, рассказывает больше о той ситуации, в которую попала группа за последний год. Мы столкнулись с предательством своих друзей и поклонников, в то же время с поддержкой. В общем, у нас был тяжёлый период, поэтому это довольно автобиографичная история. Не совсем копия фильма «Гладиатор». Это клип о том, в какую ситуацию попала наша группа после восемнадцати лет существования.
Дмитрий Бебенин, Звуки.ру:

Бесспорно, понуро бредущие по коридору-клетке, оплевываемые толпой музыканты-гладиаторы, которым через миг предстоит стать героями все тех же пьющих и нюхающих тупиц, и вызвать довольную ухмылку патрициев из рекорд-компаний — это сильный образ, который очень хорошо иллюстрирует изменение отношения к группе между роспуском старого состава и выходом первого сингла нового. Немногие могут себе позволить такой автопортрет — «Ария» смогла.
Клип был включен в альбом «Крещение огнём» в качестве бонус-трека, часто транслировался по MTV Россия и дошёл до первого места в хит-парадах канала.

## Список композиций
| №  | Название                                                        | Текст песни       | Музыка                     | Длительность |
| -- | --------------------------------------------------------------- | ----------------- | -------------------------- | ------------ |
| 1. | «Колизей»                                                       | Александр Елин    | Владимир Холстинин         | 6:32         |
| 2. | «Антихрист» (инструментальная версия с симфоническим оркестром) | Маргарита Пушкина | Виталий Дубинин, Холстинин | 4:59         |
| 3. | «Обман»                                                         | Пушкина           | Холстинин, Дубинин         | 5:10         |

## Участники записи
- Артур Беркут — вокал
- Владимир Холстинин — гитара
- Сергей Попов — гитара
- Виталий Дубинин — бас-гитара
- Максим Удалов — барабаны
- С участием Международного симфонического оркестра «Глобалис»

- Дирижёр — Константин Кримец
- Аранжировка оркестра — Кирилл Уманский

- Продюсирование: Владимир Холстинин, Виталий Дубинин
- Звукоинженер — Дмитрий Калинин
- Мастеринг — Андрей Субботин, студия Saturday Mastering
- Художник — Лео Хао
- Дизайн — Николай «Dr.Venom» Симкин
- Фото — Николай «Dr.Venom» Симкин, Эльга

## Хит-парады
- Чартова дюжина — 1 место (по итогам 2003 года)
- MTV Россия «20 Самых-Самых» — 1 место (июнь 2003)[6]
- MTV Россия «Русская десятка» — 1 место (июнь 2003)

## Кавер-версии
- Группа Колизей исполнила кавер-версию композиции на трибьют-альбоме «A Tribute to Ария. XXV»[7].
- Инструментальный вариант песни вошёл в трибьют-альбом Aria (2010) группы Symfomania.
- Третий вокалист группы «Гран-КуражЪ» Пётр Елфимов исполнил две версии песни для трибьюта «Симфония Холстинина» (2018)[8].